# Entità clinico-patologica
Si definisce "entità clinico-patologica" una malattia ben caratterizzata, con un quadro clinico e un'identità biologica ben precisi, che insieme la distinguono dalle altre malattie (che possono ad esempio essere facilmente scambiabili per il comportamento clinico).
Distinguere le varie entità clinico-patologiche si è rivelato di grandissimo valore in ambito oncologico: sono molti i sottotipi di tumore che condividono alcune caratteristiche cliniche e morfologiche (aspetto macroscopico e microscopico) ma presentano differenti mutazioni genetiche: conoscerle e distinguerle è un vantaggio, perché esistono farmaci altamente specifici per particolari mutazioni (i cosiddetti magic bullets: vedi imatinib per la mutazione BCR-ABL nelle leucemia) in grado di migliorare significativamente la prognosi.